# إيفو فيورنتيني
إيفو فيورنتيني (بالإيطالية: Ivo Fiorentini)‏ (فاينزا، 11 مايو 1898 - فاينزا، 1992) كان مدرب كرة قدم إيطاليًا.